# 1952 C/-og en skibskatastrofe
1952 C/-og en skibskatastrofe er en dansk eksperimentalfilm fra 1992 med instruktion og manuskript af Niels Lomholt.

## Handling
I 1952 forliser "Det skæve skib, The Flying Enterprise" i en orkan sydvest for Irland. Sidste mand ombord er kaptajn Kurt Carlsen. Han udråbes til helt i den vestlige verden. Trekvart mio. mennesker hylder ham i New York, tusinder i Danmark. Dette er de historiske fakta bag videoen - ikke en dokumentarfilm, men historien set meget personligt. "Flying Enterprise" sejlede med nukleart materiale!